# 刺懸鉤子
针刺悬钩子（学名：Rubus pungens），一名刺懸鉤子，是蔷薇科悬钩子属的植物。分布于克什米尔、不丹、锡金、朝鲜、缅甸、尼泊尔、日本、印度以及中国大陆的云南、陕西、西藏、甘肃、四川等地，生长于海拔2,200米至3,300米的地区，一般生长在山坡林下、林缘或河边，目前尚未由人工引种栽培。

## 异名
- Rubus hirsutopungens Hayata
- Rubus pungens Comb. var. linearisepalus Yu et L. T. Lu
- Rubus pungens Comb. var. oldhamii (Miq.) Maxim.
- Rubus pungens Comb. var. ternatus Card
- Rubus pungens Comb. var. villosus Card.